# Адсорбент вуглецевий
Адсорбе́нт вуглецевий (від  лат. ad - на, при; і лат. sorbeo - поглинаю) — новий клас екологічно чистих адсорбентів, який складається, в основному,з вуглецю. Має відмінні адсорбційні властивості. Адсорбент  є продуктом середньотемпературного піролізу відходів гумовотехнічних виробів, у тому числі зношених шин. 

## Сфера застосування
- очищення промислових стоків
- первинного очищення комунальних стоків методом фільтрації
- для очистки амінових розчинів
- виробництва фільтрів високої продуктивності, а також фільтрів малої або середньої продуктивності
- ліквідація розливів нафти, дизеля і нафтопродуктів

## Фізико-хімічні властивості
| Характеристика                              | Норма        | Результати аналізу | Метод аналізу            |
| ------------------------------------------- | ------------ | ------------------ | ------------------------ |
| Насипна щільність при 20°С,кг/м3, не більше | 650          | 345,5              | ГОСТ 2160                |
| Масова частка золи, % не більше             | 12           | 5,2                | ГОСТ 12596               |
| Масова частка загальної сірки, % не більше  | 3            | 0,8                | ДСТУ 3528                |
| Масова частка вологи, %                     | 5            | 2,7                | ГОСТ 12597-67            |
| рН водної витяжки, рН, од.                  | не нормована | 4,5                | ГОСТ 4453-74, п.4.7      |
| Плавучість, %                               | не нормована | 98                 | Гравіметричний (ваговий) |
| Утримування нафти, %                        | не нормована | 99                 | Відмив з поверхні        |

## Форма використання
Вуглецеві адсорбенти використовують в різних формах: у вигляді порошку, гранул більшого розміру, волокон тканин. Найбільш поширений порошкоподібний адсорбент, який досить просто отримувати з подрібненої сировини.